# Pseudocassyma
Pseudocassyma là một chi bướm đêm thuộc họ Geometridae.